# Hopefield
Hopefield ist eine Kleinstadt in der Lokalgemeinde Saldanha Bay, im Distrikt West Coast der südafrikanischen Provinz Westkap. 

## Geografie
Der Ort liegt an der Straße R45, 138 Kilometer nördlich von Kapstadt im Tal des Soutrivier auf seinem östlichen Ufer. Ihr gegenüber befindet sich der Ortsteil Oudekraalfontein.
2011 betrug die Einwohnerzahl 6460 in 1813 Haushalten.
Haupteinnahmequellen sind der Weizenanbau und die Schafzucht, daneben in geringem Umfang in der Wildblumensaison (August bis Oktober) der Tourismus. Die durchschnittliche Niederschlagsmenge beträgt 300 mm im Jahr.

## Geschichte
Gegründet wurde der Ort 1852 auf dem Gebiet der Farm Lange Kuil am Ufer des Zoutrivier. Der Ursprungsname Zoute Rivier wurde 1853 in den heutigen Namen Hopefield geändert, zu Ehren der zwei Beamten William Hope und dem Auditor-General Field, die die Anlage des Ortes veranlassten. Das Stadtrecht bekam der Hopefield im Jahre 1914.
Hopefield erhielt im Februar 1903 mit der Hopefield Railway Anschluss an das Eisenbahnnetz.
Hopefield ist die älteste Stadt an der Westküste Südafrikas. Zwei der Farmen am Stadtrand sind als Nationaldenkmal (National heritage sites) ausgewiesen.

## Sehenswürdigkeiten
13 Kilometer außerhalb der Stadt liegt der Ort Elandsfontein. Dort gibt es eine Stelle mit archäologischen Funden von internationaler Bedeutung. Seit Beginn der Ausgrabungen durch Ronald Sänger von der Universität Kapstadt im Jahre 1951 wurden rund 20.000 versteinerte Knochen und 5000 menschliche Kunstprodukte des frühen Steinzeitalters (75.000 bis 150.000 Jahre alt) gefunden. Diese Fossilien zeigen, dass dieser Bereich einmal ein großer, mit üppiger Vegetation bedeckter Sumpf war, der viele Tiere anzog. Die Versteinerungen umfassen rund 200 verschiedene Arten.
Die bedeutendste Entdeckung waren Fragmente des Schädeldachs Saldanha 1 eines Individuums der Gattung Homo; dieser Fund wurde bekannt als Saldanha Man oder Hopefield Man. Ihm wurde zunächst ein ähnliches Alter wie einem 1921 im damals nordrhodesischen Broken Hill (heute Kabwe in Sambia) entdeckten Schädel Kabwe 1 zugeschrieben, weswegen er zunächst ebenfalls als Homo rhodesiensis bezeichnet wurde. Neuere Datierungen schreiben ihm ein wesentlich höheres Alter von 200.000 bis 500.000 Jahren zu und ordnen ihn daher dem späten afrikanischen Homo erectus oder Homo heidelbergensis zu.
Das im Ort stehende Bauwerk der niederländisch-reformierten Kirche wurde 1879 errichtet.